# Депресія (газовидобування)
Депресія газового пласта (англ. depression of gas stratum; нім. Depression f des Gasflözes) — різниця між пластовим тиском у районі свердловини і її вибійним тиском, що викликає рух газу з пласта до вибою свердловини.

## Різновиди і параметри
- Депресія тиску у свердловині (англ. well depression; нім. Depression f des Sondendrucks) — різниця між динамічним пластовим і вибійним тисками у видобувній свердловині, між вибійним і динамічним пластовим тисками в нагнітальній свердловині за усталеної (відносно статичної) рівноваги в пласті.
- Крива депресії (англ. depression curve; нім. Depressionskurve f) — крива вільної поверхні фільтраційного потоку. При наявності капілярного підняття води в ґрунті крива депресії є лінією рівного тиску (атмосферного); вільною поверхнею в цьому випадку є поверхня меніска. При відсутності капілярного підняття й інфільтрації крива депресії усталеного фільтраційного потоку є лінією течії.
- Різницева крива — крива, яка описує процес відновлення тиску в координатах час (вісь абсцис) — логарифм депресії тиску на вибої свердловини (вісь ординат) і за характером якої встановлюється співвідношення видів пустот у колекторі змішаного типу.